# Gurówko
Gurówko – wieś w Polsce położona w województwie wielkopolskim, w powiecie gnieźnieńskim, w gminie Niechanowo.
W latach 1975–1998 miejscowość administracyjnie należała do województwa poznańskiego.

## Nazwa
Nazwa miejscowości notowana była m.in. w formach Mn. Gurowo (1491), utraque Gurowo (ok. 1520), Gurowo minor (1535, 1580), Gurowko (1618-1620, 1674), Gurowko (1789), Gurówko, Górówko (1881), Gurówko, niem. Elisenhain (1921), Gurówko, -ka, gurowiecki (1967).
Nazwa została wzięta od nazwy pobliskiej miejscowości Gurowo, która wywodzi się kolei od nazwy osobowej Gur (z niem. Gurr), początkowo z członem mniejsze (łac. minor), a później z przyrostkiem zdrabniającym -ko. W okresie zaborów administracja niemiecka wprowadziła nazwę Elisenhain.
Według współczesnych wykazów nazw miejscowości przymiotnik od nazwy Gurówko przybiera postać gurówecki, chociaż dawniej w wykazach urzędowych notowano formę gurowiecki, a w użyciu mieszkańców także formy gurówiecki i gurówczany.